# Pseudoarcyptera bolivari
Pseudoarcyptera bolivari är en insektsart som beskrevs av Boris Petrovich Uvarov 1953. Pseudoarcyptera bolivari ingår i släktet Pseudoarcyptera och familjen gräshoppor. Inga underarter finns listade i Catalogue of Life.